# 徐潭 (正德進士)
徐潭（1466年—？年），字惟静，號東洲，浙江定海卫旗籍定海縣人。

## 生平
治《書經》，由國子生中式弘治甲子科（1504年）浙江鄉試第四十八名舉人，年四十三歲中式正德三年（1508年）戊辰科會試第三百三十三名，第三甲第二百十九名進士。授上海县知县，下属每年有好处费送给知县，徐潭斥去不取。遇大水，设法救济。诉讼者苦于差役贪索，徐潭便打造木头人给诉讼者，叫他们拿到所诉家，这些人都自动抱着木头人去，没有人敢不听的。城中的豪强大族拖欠官租，有些官吏破家门追偿，徐潭严加惩治，以此积怨。后被诬中伤，正德七年调任湖广湘潭县知县。升崖州知州，官至山西按察司佥事，卒于官。

## 家族
曾祖徐亮。祖父徐愷。父徐得。母王氏。永感下。弟潮、昂、昇、浴、澋、汴、渊。弟徐浴，字惟新，品学为乡邦推重。以贡，授淳安教谕。